# Mazraat Deir al-Ashayer
Mazraat Deir al-Ashayer (tiếng Ả Rập: مزرعة دير العشائر) là một ngôi làng của Syria ở huyện Qudsaya thuộc tỉnh Rif Dimashq. Theo Cục Thống kê Trung ương Syria (CBS), Mazraat Deir al-Ashayer có dân số 1.107 trong cuộc điều tra dân số năm 2004.
Bản đồ cho thấy ngôi làng nằm ở Lebanon, vì không có ranh giới biên giới chính thức giữa hai nước.